# Dario Rafael Callado
Dario Rafael Callado (Montevidéu, 24 de outubro de 1833 - Rio de Janeiro, 1867), filho do Marechal João Chrisostomo Callado e de D. Carolina Juanicó de Callado, foi um magistrado e chefe de polícia da Côrte.
Formado em direito pema Academia de São Paulo, o dr. Dario Callado dedicou-se a magistratura, tendo sido Promotor da Estrella, Juiz de Direito e chefe de polícia em Minas Gerais e depois no Rio Grande do Sul.
Influente da Província de São Pedro, teve papel destacado nos fatos sucedidos na Rua do Arvoredo, já que, José Ramos era um de seus homens de confiança, subvencionado para trabalhar em missões secretas. Dario Rafael Callado acumulava as funções de Chefe de Polícia e Juiz de Direito na época. Na condição de Juiz de Direito, Dario Callado sentenciou José Ramos nas penas de crime de latrocínio, condenado à pena de morte por enforcamento por seus crimes (a pena depois foi comutada como prisão perpétua)
Por decreto em 3 de março de 1866, foi nomeado Chefe de Polícia da Côrte, em substituição ao dr. Olegário Herculano de Aquino e Castro, que exercia o cargo interinamente.

## Desaparecimento
Na época o dr. Dario Callado se encontrava um pouco adoecido, e por conta do receio de sua família, sempre andava acompanhado por seu empregado Malaquias.
Residente no Rio de Janeiro, tinha por habito dar um pequeno passeio após o jantar no entorno de sua casa. 
Numa tarde de 1868, saiu de sua residência e caminhou até a Praça Tiradentes, onde sentou-se em um dos bancos para ler o jornal. Em certo momento, notou que havia esquecido sua caixa de rapé, uma espécie de caixa para guardar o tabaco. Assim, solicitou a seu empregado Malaquias que retornasse a sua residência para buscar o objeto esquecido.
No momento em que Malaquias retornou, dr. Dario Rafael Callado já não se encontrava mais naquele local. Tendo sido procurado pelas casas da região sem nenhum sucesso.
Assim, nunca mais se soube do Chefe de Polícia da Côrte em 1867, dr. Dario Rafael Callado. 
Com o desaparecimento do dr. Callado, surgiram diversas versões para o fato. A primeira dizia que teria sido assassinado pela maçonaria para que não mandasse prender um maçon perseguido injustamente. Depois os rumores diziam que o desaparecimento de dr. Callado se prendia a uma outra questão, sucedida anteriormente. E, enfim, que dr. Dario Callado havia se suicidado, atirando-se por um bueiro na Praça da Constituição.
Como esta última versão poderia ser verdadeira, um amigo fretou um navio e por três dias seguidos navegou pela costa do Rio de Janeiro afim de procurar o cadáver do Chefe de Polícia. Nada foi encontrado.
Cerca de 20 anos depois, apareceu em Niterói, na casa de um dos membros da família de dr. Dario Callado, um monge franciscano, pedindo com muito interesse que o deixassem falar com um sobrinho do dr. Dario a respeito do desaparecimento. Porém, sem sucesso em encontrá-lo.

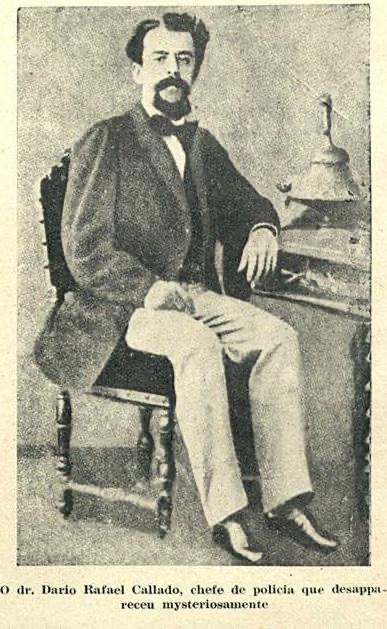
Dario Rafael Callado